# Älskade magister
Älskade magister är en tjeckoslovakisk film från 1991 i regi av Jan Sverák med manus av Zdeněk Svěrák. Sverák skrev sitt manus baserat på egan upplevelser både som elev och som lärare. Filmen var nominerad till en Oscar för bästa utländska film.

## Handling
De två vännerna Eda och Tonda bor i en liten by i närheten av Prag på 1940-talet. Deras skolklass är så pass odisciplinerad att läraren säger upp sig och ersätts av Igor, en ny mycket strikt, men också rättvis magister.

## Rollista
- Jan Tříska - Igor
- Zdeněk Svěrák - Fanous, pappa
- Libuse Safránková - fru Souckova, mamma
- Rudolf Hrušínský - klassföreståndare
- Irena Pavlásková - spårvagnsförarens fru
- Ondrej Vetchý - spårvagnsföraren
- Daniela Kolářová - fru Maxova
- Rudolf Hrusínský ml. - Cejka
- Petr Čepek - Radzi Tamil
- Oldrich Vlach - vaktmästaren
- Jiří Menzel - gynekologen
- Václav Jakoubek - Eda
- Radoslav Budác - Tonda